# Ontherus digitatus
Ontherus digitatus är en skalbaggsart som beskrevs av Edgar von Harold 1868. Ontherus digitatus ingår i släktet Ontherus och familjen bladhorningar. Inga underarter finns listade i Catalogue of Life.